# Isola Whip
Whip (in aleutino Uusxus) è una piccola isola che fa parte delle Andreanof, nell'arcipelago delle Aleutine, e appartiene all'Alaska (USA). È una delle sette isolette all'entrata sud-ovest della Lash Bay, al largo della costa sud-occidentale di Tanaga.